# 44. učni bataljon oklepno-mehaniziranih enot Slovenske vojske
44. oklepno-mehanizirani bataljon Slovenske vojske (kratica: 44. OKMB) je bivša oklepno-mehanizirana formacija Slovenske vojske; bataljon je bil nameščen v vojašnici Pivka.

## Poveljstvo
Poveljniki
- podpolkovnik Miran Rožanec (1999)

## Organizacija
- poveljstvo
- 1. tankovska četa
- 2. tankovska četa
- mehanizirana četa.